# Harveysburg, Ohio
Harveysburg là một làng thuộc quận Warren, tiểu bang Ohio, Hoa Kỳ. Năm 2010, dân số của làng này là 546 người.